# الکس لوپز (بازیکن فوتبال، زاده ۱۹۸۸)
الکس لوپز (انگلیسی: Álex López؛ زادهٔ ۱۱ ژانویهٔ ۱۹۸۸) بازیکن فوتبال اهل اسپانیا است.
از باشگاه‌هایی که در آن بازی کرده‌است می‌توان به باشگاه فوتبال شفیلد ونزدی، باشگاه فوتبال رئال وایادولید، باشگاه فوتبال اسپورتینگ خیخون، و باشگاه فوتبال سلتاویگو اشاره کرد.
وی همچنین در تیم‌های ملی فوتبال زیر ۱۶ سال اسپانیا و زیر ۱۷ سال اسپانیا بازی کرده‌است.